# Расселл, Билл
Уильям Фелтон (Билл) Расселл (англ. William Felton "Bill" Russell; 12 февраля 1934[…], Монро, Луизиана — 31 июля 2022[…], Мерсер-Айленд, Вашингтон) — американский профессиональный баскетболист. Играл на позиции центрового, за команду НБА «Бостон Селтикс». Пять раз признавался самым ценным игроком НБА и 12 раз принимал участие в матчах всех звёзд. Расселл был основополагающей частью династии Селтикс, выиграв 11 раз титул чемпиона НБА за свои 13 лет карьеры. Вместе с хоккеистом Анри Ришаром, игравшим за клуб НХЛ «Монреаль Канадиенс», Расселлу принадлежит рекорд по количеству выигранных титулов чемпиона в североамериканских спортивных лигах. До начала профессиональной карьеры, Расселл играл за команду Университета Сан-Франциско и выиграл два титула чемпиона NCAA (1955, 1956). Также выиграл золотые медали на Летних Олимпийский играх 1956 года, являясь капитаном сборной США.
Расселл считается одним из лучших игроков за всю историю НБА. Благодаря своему росту (2,08 метра), он хорошо блокировал броски соперников, что являлось одной из основных причин успехов «Бостон Селтикс». Также Расселл вдохновлял игроков команды на игру в защите. Помимо этого Расселл хорошо играл на подборах. Он 4 раза был лидером НБА по подборам и занимает второе место за все время по подборам и по подборам в среднем за игру. Также Расселл является одним из двух игроков в истории лиги (второй Уилт Чемберлен), совершивший 50 подборов за игру. Хотя он никогда не был основным игроком «Селтикс» по набиранию очков, за свою карьеру набрал 14 522, при эффектном ассистировании партнёрам по команде.
Рассел был одним из первых темнокожих игроков НБА наряду с такими игроками, как Эрл Ллойд, Чак Купер и Натаниель Клифтон, став первым афроамериканцем, добившимся статуса суперзвезды НБА. Он три сезона (1966/69) исполнял обязанности играющего тренера, став первым темнокожим тренером НБА. За свои достижения по защите гражданских прав как на паркете, так и вне его, Расселл был удостоен Президентской медали Свободы от Барака Обамы в 2011 году.
Рассел вошёл в Зал славы баскетбола и в Зал славы студенческого баскетбола. Он вошёл в символическую сборную NCAA по случаю 25-летия в 1971 году, в символическую сборную НБА по случаю 35-летия лиги в 1980 году, и, войдя в число 50 лучших игроков за всю историю лиги в 1996 году, он стал одним из четырёх игроков, выбранных во все три команды списка. В 2007 году вошёл в Зал славы ФИБА и удостоился почётной докторской степени Гарварда. В 2009 году было объявлено, что приз самому ценному игроку финала НБА будет называться в его честь. В августе 2022 года после смерти Расселла НБА объявила о закреплении за ним номера 6 во всех её клубах в знак признания его заслуг. Подобной чести игрок удостоился впервые в истории лиги. В «Селтикс» номер 6 был закреплён за Расселлом ещё в 1972 году

## Ранние годы
Билл Расселл родился в семье Чарльза и Кэти Расселл, в Западном Монро, штата Луизиана. В Западном Монро было строгое деление на белых и чёрных, и Расселл боролся с проявлениями расизма. Однажды отцу Расселла было отказано в обслуживании на автозаправочной станции, пока не были обслужены все белые клиенты. Когда Чарльз Расселл попытался покинуть станцию в поисках другой станции, дежурные застреляли в воздух и, направляя дробовик ему в лицо, угрожали застрелить его при попытке покинуть станцию и не дождаться свой очереди. В другой раз, когда его мать гуляла в маскарадном костюме, полицейский подошёл к ней. И сказал, чтобы она сменила платье, так как эта одежда «для белых женщин». Большинство чёрного населения США, после второй мировой войны переезжало в Окленд, штат Калифорния, в поисках лучшей доли. Так, отец Расселла перевез семью в Окленд, когда Биллу было восемь лет. В то время семья впала в нищету, и Расселл провёл детство, меняя одну квартиру за другой.
Чарльза Расселла описывают как строгого и жестокого человека. Изначально он был уборщиком на бумажной фабрике (спортивный журналист, Джон Тэйлор прокомментировал его как: низкооплачиваемого, интеллектуально неодаренного «негра-раба»). После начала Второй мировой войны он стал водителем грузовика. Мать Кэти была намного ближе к Биллу, чем отец. Поэтому он получил большой эмоциональный удар, после её внезапной смерти, когда ему было всего 12 лет. Из-за этого, его отец бросил свою работу в грузоперевозках и устроился столяром, чтобы быть ближе к детям-полусиротам. После, Расселл заявил, что его отец был кумиром его детства, а следующим его кумиром стал звёздный центровой «Миннеаполис Лейкерс», Джордж Майкен, с которым он познакомился, будучи школьником.
В раннем детстве, Расселл пытался развить в себе навыки баскетболиста. Хотя уже тогда он отличался хорошим бегом, высоким прыжком и большим размахом рук, но он просто не понимал игру. Потому был вырван из младших классов, для команды старшей школы. Обучаясь второй год в старшой школе Макклимондса, он вновь едва не был оторван с места, для более старшей команды. Тем не менее, его тренер Джордж Поулз увидел в нём ещё сырые навыки баскетболиста и призвал его работать над основными принципами. Расселла, страдавшего от постоянных расистских оскорблений, эти слова от белого тренера обрадовали. Он много работал над собой и использовал преимущество роста, для того чтобы стать хорошим баскетболистом, начав преуспевать в игре. Что не было заметно ни в младшей, ни старшей школе. Вскоре Расселл стал известен своим необычным стилем игры в защите.

## Карьера в колледже
Расселл был проигнорирован всеми колледжами США, пока им не заинтересовался тренер Университета Сан-Франциско, Хэл Дэльжулио. Наблюдавший за его игрой в старшей школе. Дэльжулио не был впечатлен игрой Расселла, его умению набирать очки и отвратительному пониманию основных принципов игры. Но почувствовал, что молодой центровой обладает феноменальным чувством игры и умением решать игры в клатче. Когда Дельжулио предложил Расселлу стипендию, он её с радостью принял. Спортивный журналист Джон Тэйлор, описал произошедшие, как поворотный момент в карьере Расселла. Потому что это был единственный способ вырваться из нищеты и расизма. Как следствие, Расселл поклялся получить из этого самое лучшее.
В Университете, Расселл стал новым стартовым центровым при тренере Филе Вулперте. Вулперт подчеркнул преднамеренную игру в обороне и на своей половине площадки, что способствовало выдающейся игре в обороне от Расселла. Вулперта не интересовал цвет кожи баскетболистов. Так в 1954 году, он стал первым тренером использовавшим трёх темнокожих баскетболистов в старте: Расселла, Кей Си Джонса, Хэла Перри. В студенческие годы Расселл использовал отсутствие габаритов для развития уникального стиля защиты, построенного на скорости и быстроте, чтобы помогать защите против форвардов противника и агрессивно заставляя менять бросок. В сочетании с ростом и навыками блок-шотов, центровой со скоростью защитника, стал ключевым игроком Университета Сан-Франциско. Чуть позже, Расселл стал одним из сильнейших игроков в студенческом баскетболе.

## Драфт НБА 1956 года
На драфте НБА 1956 года, главный тренер «Бостон Селтикс» Рэд Ауэрбах был нацелен выбрать Билла, так как считал отсутствие игрока, хорошо играющего в обороне и на подборах, главной проблемой команды. В перспективе, мысли Ауэрбаха были неортодоксальны. В этот период игра больших в команде была связана в первую очередь с нападением, поэтому страдала игра в обороне. Изначально шансы выбрать Расселла на драфте у «Бостона» были небольшие. Поскольку «Селтикс» по итогам сезона заняли 2-е место и, соответственно, обладали более низким номером выбора. К тому же уже использовали территориальное право выбора, под которым выбрали тяжелого форварда Тома Хейнсона. Ауэрбах знал, что «Рочестер Роялз», обладавшие первым номером драфта, были нацелены на Сихуго Грина и не собирались платить 25 000 долларов Расселлу. «Сент-Луис Хокс», владевшие вторым номером выбора, также хотели задрафтовать Расселла. Ауэрбах согласился обменять на второй номер Эда Маколи, шестикратного участника матча всех звёзд, также ранее просившего обменять его в Сент-Луис, по причине болезни сына, если «Хокс» откажутся от Расселла. Но этого было недостаточно и «Сент-Луис» пытался также заполучить Клиффа Хэгана, не сыгравшего ещё ни одного матча за «Бостон», по причине службы в армии. Также, на драфте НБА 1956 года, помимо Рассела, Селтикс задрафтовали ещё и товарища Билла по колледжу, Кей Си Джонса. Таким образом, за один вечер Ауэрбах выбрал на драфте трёх будущих членов баскетбольного Зала славы: Расселла, Кей Си Джонса и Хейнсона. Впоследствии, выбор Рассела на драфте был признан одним из лучших в истории североамериканского спорта.

## Олимпийские игры 1956 года
Перед дебютным годом в НБА, Рассел был капитаном сборной США на Олимпийском турнире 1956 года. У него была возможность пропустить Олимпийский турнир и отыграть полный сезон за Селтикс, но Расселл был полон решимости сыграть на турнире. Под руководством тренера Джерральда Таккеры, Билл помог команде выиграть золотые медали Мельбурна, переиграв в финале сборную СССР 89:55. Сборная США доминировала на турнире, выигрывая в среднем матчи с разницей 53,5 очка. Расселл в среднем за турнир, набирал 14,1 очков за игру. Также на Олимпиаде играл его друг и одноклубник по «Селтикс» Кей Си Джонс, набиравший в среднем 10,9 очков за игру.

## Статистика

### Статистика в НБА
| Сезон                                                                                    | Команда | Регулярный сезон | Регулярный сезон | Регулярный сезон | Регулярный сезон | Регулярный сезон | Регулярный сезон | Регулярный сезон | Регулярный сезон | Регулярный сезон | Регулярный сезон | Регулярный сезон | Серия плей-офф | Серия плей-офф | Серия плей-офф | Серия плей-офф | Серия плей-офф | Серия плей-офф | Серия плей-офф | Серия плей-офф | Серия плей-офф | Серия плей-офф | Серия плей-офф |
| Сезон                                                                                    | Команда | GP               | GS               | MPG              | FG%              | 3P%              | FT%              | RPG              | APG              | SPG              | BPG              | PPG              | GP             | GS             | MPG            | FG%            | 3P%            | FT%            | RPG            | APG            | SPG            | BPG            | PPG            |
| ---------------------------------------------------------------------------------------- | ------- | ---------------- | ---------------- | ---------------- | ---------------- | ---------------- | ---------------- | ---------------- | ---------------- | ---------------- | ---------------- | ---------------- | -------------- | -------------- | -------------- | -------------- | -------------- | -------------- | -------------- | -------------- | -------------- | -------------- | -------------- |
| 1956/57                                                                                  | Бостон  | 48               |                  | 35,3             | 42,7             |                  | 49,2             | 19,6             | 1,8              |                  |                  | 14,7             | 10             |                | 40,9           | 36,5           |                | 50,8           | 24,4           | 3,2            |                |                | 13,9           |
| 1957/58                                                                                  | Бостон  | 69               |                  | 38,3             | 44,2             |                  | 51,9             | 22,7             | 2,9              |                  |                  | 16,6             | 9              |                | 39,4           | 36,1           |                | 60,6           | 24,6           | 2,7            |                |                | 15,1           |
| 1958/59                                                                                  | Бостон  | 70               |                  | 42,6             | 45,7             |                  | 59,8             | 23,0             | 3,2              |                  |                  | 16,7             | 11             |                | 45,1           | 40,9           |                | 61,2           | 27,7           | 3,6            |                |                | 15,5           |
| 1959/60                                                                                  | Бостон  | 74               |                  | 42,5             | 46,7             |                  | 61,2             | 24,0             | 3,7              |                  |                  | 18,2             | 13             |                | 44,0           | 45,6           |                | 70,7           | 25,8           | 2,9            |                |                | 18,5           |
| 1960/61                                                                                  | Бостон  | 78               |                  | 44,3             | 42,6             |                  | 55,0             | 23,9             | 3,4              |                  |                  | 16,9             | 10             |                | 46,2           | 42,7           |                | 52,3           | 29,9           | 4,8            |                |                | 19,1           |
| 1961/62                                                                                  | Бостон  | 76               |                  | 45,2             | 45,7             |                  | 59,5             | 23,6             | 4,5              |                  |                  | 18,9             | 14             |                | 48,0           | 45,8           |                | 72,6           | 26,4           | 5,0            |                |                | 22,4           |
| 1962/63                                                                                  | Бостон  | 78               |                  | 44,9             | 43,2             |                  | 55,5             | 23,6             | 4,5              |                  |                  | 16,8             | 13             |                | 47,5           | 45,3           |                | 66,1           | 25,1           | 5,1            |                |                | 20,3           |
| 1963/64                                                                                  | Бостон  | 78               |                  | 44,6             | 43,3             |                  | 55,0             | 24,7             | 4,7              |                  |                  | 15,0             | 10             |                | 45,1           | 35,6           |                | 55,2           | 27,2           | 4,4            |                |                | 13,1           |
| 1964/65                                                                                  | Бостон  | 78               |                  | 44,4             | 43,8             |                  | 57,3             | 24,1             | 5,3              |                  |                  | 14,1             | 12             |                | 46,8           | 52,7           |                | 52,6           | 25,2           | 6,3            |                |                | 16,5           |
| 1965/66                                                                                  | Бостон  | 78               |                  | 43,4             | 41,5             |                  | 55,1             | 22,8             | 4,8              |                  |                  | 12,9             | 17             |                | 47,9           | 47,5           |                | 61,8           | 25,2           | 5,0            |                |                | 19,1           |
| 1966/67                                                                                  | Бостон  | 81               |                  | 40,7             | 45,4             |                  | 61,0             | 21,0             | 5,8              |                  |                  | 13,3             | 9              |                | 43,3           | 36,0           |                | 63,5           | 22,0           | 5,6            |                |                | 10,6           |
| 1967/68                                                                                  | Бостон  | 78               |                  | 37,9             | 42,5             |                  | 53,7             | 18,6             | 4,6              |                  |                  | 12,5             | 19             |                | 45,7           | 40,9           |                | 58,5           | 22,8           | 5,2            |                |                | 14,4           |
| 1968/69                                                                                  | Бостон  | 77               |                  | 42,7             | 43,3             |                  | 52,6             | 19,3             | 4,9              |                  |                  | 9,9              | 18             |                | 46,1           | 42,3           |                | 50,6           | 20,5           | 5,4            |                |                | 10,8           |
|                                                                                          | Всего   | 963              |                  | 42,3             | 44,0             |                  | 56,1             | 22,5             | 4,3              |                  |                  | 15,1             | 165            |                | 45,4           | 43,0           |                | 60,3           | 24,9           | 4,7            |                |                | 16,2           |
| Наведите курсор мыши на аббревиатуры в заголовке таблицы, чтобы прочесть их расшифровку. |         |                  |                  |                  |                  |                  |                  |                  |                  |                  |                  |                  |                |                |                |                |                |                |                |                |                |                |                |

### Статистика в NCAA
| Сезон | Команда       | Conf  | Class | GP | GS | MPG | FG%  | 3P% | FT%  | RPG  | APG | SPG | BPG | PPG  |
| --- | ------------- | ----- | ----- | -- | -- | --- | ---- | --- | ---- | ---- | --- | --- | --- | ---- |
| 1953/54 | Сан-Франциско | CBA   | SO    | 21 |    |     | 48,5 |     | 55,2 | 19,2 |     |     |     | 19,9 |
| 1954/55 | Сан-Франциско | CBA   | JR    | 29 |    |     | 54,1 |     | 59,0 | 20,5 |     |     |     | 21,4 |
| 1955/56 | Сан-Франциско | CBA   | SR    | 29 |    |     | 51,3 |     | 49,5 | 21,0 |     |     |     | 20,6 |
| Всего | Всего         | Всего | Всего | 79 |    |     | 51,6 |     | 55,0 | 20,3 |     |     |     | 20,7 |
| Наведите курсор мыши на аббревиатуры в заголовке таблицы, чтобы прочесть их расшифровку Статистика приведена с сайта sports-reference.com |               |       |       |    |    |     |      |     |      |      |     |     |     |      |